# قرار مجلس الأمن التابع للأمم المتحدة رقم 1734
قرار مجلس الأمن التابع للأمم المتحدة رقم 1734، المتخذ بالإجماع في 22 ديسمبر 2006، بعد التذكير بجميع القرارات السابقة بشأن الوضع في سيراليون، بما في ذلك القراران 1620 (2005) و1688 (2006)، جدد المجلس ولاية مكتب الأمم المتحدة المتكامل في سيراليون حتى 31 ديسمبر 2007.

## القرار

### أعمال
ومدد القرار تفويض مكتب الأمم المتحدة المتكامل في سيراليون حتى نهاية ديسمبر / كانون الأول 2007، مع زيادة مؤقتة قدرها 15 مراقبا من الشرطة والجيش من 1 يناير / كانون الثاني إلى 31 أكتوبر / تشرين الأول 2007 من أجل تقديم الدعم الانتخابي.
وطُلب من جميع الأطراف في سيراليون الوقوف وراء العملية الديمقراطية. ودُعيت حكومة سيراليون ومكتب الأمم المتحدة وغيرهما إلى بذل المزيد من الجهد لتعزيز الحكم الرشيد، بما في ذلك تدابير التصدي للفساد وتحسين المساءلة وتقوية القطاع الخاص وتعزيز حقوق الإنسان.
وطُلب من الحكومة - التي تم تذكيرها بمسؤوليتها عن تعزيز بناء السلام والأمن والتنمية - مواصلة التعاون مع لجنة بناء السلام، وتقديم الدعم للمؤسسات الانتخابية وتنفيذ توصيات لجنة الحقيقة والمصالحة.
وأخيرا، طُلب من الأمين العام أن يطلع المجلس بانتظام على التطورات في سيراليون.

## روابط خارجية
- نص القرار في undocs.org